# USS LST-620
O USS LST-620 foi um navio de guerra norte-americano da classe LST que operou durante a Segunda Guerra Mundial.